# Ayumi hamasaki COUNTDOWN LIVE 2009-2010 A 〜Future Classics〜
『ayumi hamasaki COUNTDOWN LIVE 2009-2010 A 〜Future Classics〜』（アユミ・ハマサキ・カウントダウン・ライブ・2009-2010・エー・フューチャー・クラシックス）は、日本の歌手浜崎あゆみが行ったカウントダウンライブであり、2010年7月14日発売のDVDである。なお、タイトルにある「A」はロゴ表記。

## 解説
2009年12月31日に国立代々木競技場第一体育館にて行われたカウントダウンライブ。
サブタイトルは2005年のツアーから付くようになっていたが、カウントダウン・ライブからは本作から付くようになった(2013年 - 2014年は除く）。

## 曲目

### Disc1
1. I am...
2. Moments
3. STEP you
4. EnergizE
5. About You
6. momentum
7. You were...
8. Pride
9. INSPIRE
10. Because of You
11. 1 LOVE
12. until that Day...
13. Humming 7/4
14. evolution
15. Startin'

### Disc2
1. teddy bear
2. Sunrise 〜LOVE is ALL〜
3. Boys & Girls
4. RED LINE 〜for TA〜

## 参加ミュージシャン
- 浜崎あゆみ：ボーカル

バンドメンバー
- エンリケ：Bass
- 野村義男：ギター
- 友成好宏：Keyboards
- 宮崎裕介：Keyboards
- 江口信夫：Drums
- 濱田“ペコ”美和子：Chorus
- 山崎“プリンセス”陽子：Chorus